# 坦头镇
坦头镇，中国浙江省天台县下辖的一个镇。

## 辖区
该镇辖有：	坦头村、黄务洋村、鱼山村、湖岸村、溪南村、五百村、百丘村、欢山村、欢五村、西翁村、欢中村、大坑村、大联村、金五村、下周村、红长坑村、水碓岙村、大余村、沙坑村、石研村、青竹坑村、下徐村、金家坦村、苍溪村、善岙村、西坑岙村、桐洋村、东陈村、西陈村、岸塘村、凤山村、前洋奚村、白水下村、六另村、沙溪村、榧树村、路下金村、下陈岙村、下溪东村、马里岙村、马安山村、严畈村、汤家洋村、西王村、瓶窑村、下李村、市山村、西山村、下岙裘村、岩下桥村、下连塘村、欢西村、八一村、缸凤村、牌门陈村、长崔丁村、长崔村、东横岭头村、东横上宅村、东横下宅村、大黄徐村、